# Twinkle, Twinkle, Little Star
Twinkle, Twinkle, Little Star (a vegades adaptada en català com a Brilla, brilla, estel petit) és una cançó infantil de bressol anglesa. La lletra original està basada en un poema anglès escrit per Jane Taylor, anomenat The Star. El poema, que està en forma de cobla, es va publicar per primera vegada el 1806 a Rhymes for the Nursery, una col·lecció de poemes de Taylor i la seva germana Ann. Ara es canta amb la melodia francesa Ah! vous dirai-je, maman, que es va publicar per primera vegada l'any 1761 i després la van arranjar per diversos compositors, com Mozart que va fer Dotze variacions sobre «Ah vous dirai-je, Maman». La lletra anglesa té cinc estrofes, tot i que majoritàriament la gent només coneix la primera.
Existeixen altres cançons amb la mateixa melodia, però que no necessàriament provenen de la versió anglesa com: Cada dia al dematí o Quan les oques van al camp.

## Lletra original
La lletra en anglès la va escriure Jane Taylor (1783–1824) per a poema i ella i la seva germana Ann Taylor (1782–1866) el van publicar amb el títol The Star a Rhymes for the Nursery a Londres el 1806:
| « | Twinkle, twinkle, little star, How I wonder what you are! Up above the world so high, Like a diamond in the sky. When the blazing sun is gone, When he nothing shines upon, Then you show your little light, Twinkle, twinkle, all the night. Then the trav'ller in the dark, Thanks you for your tiny spark, He could not see which way to go, If you did not twinkle so. In the dark blue sky you keep, And often thro' my curtains peep, For you never shut your eye, Till the sun is in the sky. 'Tis your bright and tiny spark, Lights the trav'ller in the dark: Tho' I know not what you are, Twinkle, twinkle, little star. | » |

## Cançons catalanes amb la mateixa melodia

### Cada dia al dematí
| « | Cada dia al dematí, canta el gall quiquiriquí. I la gent mig adormida, es desperta de seguida. Cada dia al dematí, canta el gall quiquiriquí. | » |

### Quan les oques van al camp
| « | Quan les oques van al camp la primera, la primera, quan les oques van al camp la primera va al davant. La segona va al darrera i després ve la tercera. Quan les oques van al camp, la primera va al davant. | » |